# Niko Kranjčar
Niko Kranjčar [ˈniːkɔ ˈkraɲtʃaːr] (* 13. August 1984 in Zagreb, SFR Jugoslawien) ist ein ehemaliger kroatischer Fußballspieler.

## Geburt und Kindheit
Niko Kranjčar wurde 1984 als Sohn des Fußballers Zlatko Kranjčar in Zagreb geboren. Nachdem sein Vater zu Rapid Wien gewechselt war, zog die Familie nach Wien. Der Vater beendete 1990 seine Karriere. Die Familie kehrte dann nach Kroatien zurück. Kranjčar wuchs in Zagreb auf.

## Karriere

### Verein
Kranjčar begann seine Karriere bei Rapid Wien. Nach der Rückkehr der Familie nach Kroatien trat Kranjčar dem Nachwuchs von Dinamo Zagreb bei. Den ersten Auftritt für Dinamo Zagreb hatte er im Jahr 2001 im Alter von 16 Jahren. Drei Monate vor seinem 17. Geburtstag erzielte er sein erstes Tor. Mit 18 Jahren wurde er als jüngster Mannschaftskapitän in der Geschichte des Vereins kroatischer Meister.
Im Januar 2005 wechselte Kranjčar für 1,5 Mio. Euro zu Hajduk Split. 2007 wechselte er für 5,2 Mio. Euro in die englische Premier League zum FC Portsmouth. 2008 gewann er mit Portsmouth den FA Cup. 
Im Sommer 2009 wechselte er zu Tottenham Hotspur und spielte dort zusammen mit seinen Nationalteamkollegen Luka Modrić und Vedran Ćorluka. Nachdem er seinen Stammplatz bei Tottenham an Gareth Bale verloren hatte, entschloss er sich, den Verein zu verlassen.
Nachdem ein Transfer zu Werder Bremen gescheitert war, verpflichtete der ukrainische Verein Dynamo Kiew Kranjčar während der Vorbereitung zur EM 2012. Die Ablöse betrug sieben Millionen Euro.
Anfang September 2013 vermeldeten verschiedene europäische Medien den Wechsel (Leihe) Kranjčars zum englischen Zweitligisten Queens Park Rangers. Bei QPR traf Kranjčar wieder auf ein bekanntes Gesicht aus alten Tagen, seinen alten und neuen Trainer Harry Redknapp. Dieser trainierte Kranjčar bereits bei zwei anderen englischen Vereinen, dem FC Portsmouth und Tottenham Hotspur. Mit dem FC Portsmouth holten die beiden im Jahr 2008 den FA Cup. Für den Verein aus London spielte er insgesamt zwei Spielzeiten als Leihspieler. Nach Beendigung der Leihe wurde der Vertrag mit Dynamo Kiew aufgelöst. Von März bis Mai 2016 spielte Niko Kranjčar in den USA für New York Cosmos, bevor er zu den Glasgow Rangers wechselte. Dort spielte er, bis sein Vertrag im März 2018 aufgelöst wurde.

### Nationalmannschaft
Kranjčar war Teil mehrerer U-Nationalmannschaften Kroatiens, ehe er am 18. August 2004 unter seinem Vater Zlatko sein Debüt für die A-Nationalmannschaft bei einem Testspiel gegen Israel (1:0) gab. Er war Stammspieler während der Qualifikation zur WM 2006 und erzielte zwei Tore. Er stand in allen drei Vorrundenspielen in der Startelf.
Auch nach der Entlassung seines Vaters als Trainer spielte Kranjčar regelmäßig bei der Qualifikation zur EM 2008 und erzielte zwei Tore. Das wohl wichtigste erzielte er beim letzten Gruppenspiel gegen England. Kroatien gewann das Spiel mit 3:2, England qualifizierte sich deshalb nicht für die EM. In den Gruppenspielen gegen Österreich (1:0) und Deutschland (2:1) stand er in der Startelf, beim letzten Gruppenspiel gegen Polen (1:0) wurde er eingewechselt. Beim Viertelfinalspiel gegen die Türkei (1:3 i. E.) stand er wieder in der Startelf. In der Qualifikation zur WM 2010 erzielte er ein Tor, in der Qualifikation zur EM 2012 vier Tore. In den drei Vorrundenspielen bei der EM kam er nur als Einwechselspieler zum Einsatz.

## Erfolge
Titel
- Kroatischer Meister: 2003, 2005
- Kroatischer Pokal: 2002, 2004
- Kroatischer Supercup: 2002, 2003, 2005
- FA Cup: 2008

Auszeichnungen
- Kroatiens Nachwuchsspieler des Jahres: 2002
- Bester Spieler der kroatischen Liga: 2004

## Sonstiges
Kranjčar spricht neben Kroatisch und Deutsch auch Englisch.